# Onkivesi
Der Onkivesi ist ein See in der finnischen Landschaft Nordsavo.
Der See wird vom nördlich gelegenen See Nerkoonjärvi gespeist und fließt zum südlich gelegenen See Maaninkajärvi und weiter zum Kallavesi ab.
Der Ahkiolahtikanal verbindet den Onkivesi mit dem Maaninkajärvi.
Die Fläche beträgt 113,62 km². 
Der See liegt auf 84,7 m Höhe.
Lapinlahti liegt am nordöstlichen Seeufer.
Maaninka liegt unweit des Südufers des Onkivesi.